# Martigny, Seine-Maritime
Martigny är en kommun i departementet Seine-Maritime i regionen Normandie i norra Frankrike. Kommunen ligger i kantonen Offranville som tillhör arrondissementet Dieppe. År 2022 hade Martigny 409 invånare.

## Befolkningsutveckling
Antalet invånare i kommunen Martigny
| Referens: INSEE |